# 秘剣 (映画)
『秘剣』（ひけん）は、1963年8月31日に公開された、監督稲垣浩、六代目市川染五郎（後の九代目松本幸四郎、現在の二代目松本白鸚）主演の時代劇映画。モノクロ作品。

## あらすじ
寛永年間、ある藩に剣術指南役として仕える早川典膳だが、宮本武蔵が藩を訪れた折に働いた無礼が原因で、職を解かれた。一人山籠もりで剣の修業をし、奥義を見つけるが、掟破りにより藩は追手を差し向ける。

## スタッフなど
- 製作：田中友幸
- 監督：稲垣浩
- 脚本： 木村武、稲垣浩
- 撮影：山田一夫
- 原作 : 五味康祐 : 「秘剣」
- 美術：植田寛
- 編集 : 武田うめ
- 音楽：石井歓
- 助監督 : 高瀬昌弘、小谷承靖
- 衣装 : 鮫島喜子
- 擬斗 : 久世龍

## 配役
- 市川染五郎 : 早川典膳
- 長門裕之 : 細尾長十郎
- 田村奈巳 : 勢以
- 中川ゆき : 平松志都
- 池内淳子 : 三輪
- 清水将夫 : 島村十左衛門
- 馬野都留子 : 勢以の乳母
- 香川良介 : 甲野伴左衛門
- 左卜全 : 大塚喜兵衛
- 三井弘次 : 矢部仙十郎
- 中谷一郎 : 島村数馬
- 児玉清 : 原三十郎
- 山本廉 : 鹿島兵之助
- 藤田進 : 香川頼母
- 田崎潤 : 南木五郎太夫
- 田島義文 : 二木小右衛門
- 土屋嘉男 : 塩川正十郎
- 伊吹徹 : 二木小助
- 天本英世 : 港の浪人乙
- 菅井きん : ふみ
- 小杉義男 : 平松権右衛門
- 向井淳一郎 : 三輪市之丞
- 熊谷二良
- 手塚勝巳
- 津田光男
- 岩本弘司
- 草川直也
- 池田生二
- 上村幸之
- 広瀬正一
- 月形龍之介 : 宮本武蔵

## 併映作品
- 『国際秘密警察 指令第8号』